# PBCom Tower
El PBCom Tower es un rascacielos de Makati, el distrito financiero de Manila, la capital de Filipinas. Con 55 pisos y 259 metros de altura, es el más alto de la ciudad y del país.

## Características
Su antena de telecomunicaciones tiene una altura equivalente a 8 pisos. En el edificio se encuentran las oficinas del Philippine Bank of Communications (PBCom), uno de los bancos más antiguos del país, que ocupa los primeros 10 niveles. Es también sede de uno de sus competidores en el campo de la banca, el East West Bank, situado en las plantas 20 y 21.
El PBCom Tower fue diseñado por los arquitectos Skidmore, Owings and Merrill. Su construcción comenzó en 1998 y finalizó en 2000. Los exteriores con doble acristalamiento en las ventanas crean una fachada que refleja una fusión de arte y funcionalidad. Sus interiores son una elegante mezcla de cristal, piedra natural y metal.